# Nadja Athanasiou
Nadja Athanasiou, née le 27 avril 1952 à Berne, est une photographe professionnelle suisse. 

## Biographie
Nadja Denise Athanasiou naît le 27 avril 1952 à Berne, d'un père chypriote et d'une mère suisse. Elle est originaire de Tramelan, dans le même canton. Elle vit et travaille à Zurich.
Elle fait un apprentissage d'employée de commerce à Berne de 1968 à 1971. Elle occupe divers emplois, travaillant notamment au Tages-Anzeiger de 1982 à 1984 dans la rubrique étrangère.
Après avoir étudié la photographie de 1985 à 1989 à l'École d'arts appliqués de Zurich, elle travaille comme photographe indépendante. Elle a régulièrement photographié pour Dokumenta Natura (de 1987 à juillet 2010). 

## Parcours artistique
Ses photographies sont présentées dans des expositions de différents musées et galeries, comme The Other Side of Photography. Elle est représentée à la Fondation suisse pour la photographie et à la Kunstsammlung des Kantons Zürich (de).

## Œuvre
L'exposition Wichtige Bilder au Musée d'Art Applique à Zurich, accompagne d'un catalogue, présente son projet sur Chypre. Elle aborde l'île méditerranéenne divisée en photographies en noir et blanc.

## Distinction
En 2009[réf. nécessaire], elle reçoit le prix International Color Awards dans catégorie Fine Art.

## Publications
- avec Michael Buhler, Peter Luem et Cees Nooteboom : (en) The Dolder Grand, Baden, Lars Müller, 2009, 638 p. (ISBN 978-3-03778-166-1).
- avec Hans Conrad Daeniker : (de) Brandfall Brand, Wiederaufbau und Geschichte des Zunfthauses zur Zimmerleuten, Zürich, Verlag Neue Zürcher Zeitung, 2011.